# Аносово (Тёмкинский район)
Ано́сово — деревня в Тёмкинском районе Смоленской области России. Входит в состав Аносовского сельского поселения. По состоянию на 2007 год постоянного населения не имеет. 
Расположена в восточной части области в 25 км к северо-западу от Тёмкина, в 16 км южнее автодороги М1 «Беларусь». В 16 км южнее деревни расположена железнодорожная станция О.п. 36-й км на линии Вязьма — Калуга.

## История
В годы Великой Отечественной войны деревня была оккупирована гитлеровскими войсками в октябре 1941 года, освобождена в марте 1943 года.